# Lloyd Vaughan
Lloyd Lincoln Vaughan (Portland, 2 gennaio 1909 – Burbank, 19 maggio 1988) è stato un animatore statunitense, noto per aver lavorato alla Warner Bros. Cartoons sotto la supervisione di Chuck Jones.

## Biografia
Prima di fare l'animatore, Vaughan ebbe vari altri impieghi, tra cui uno per la Greyhound Lines. Determinato a lavorare per la Disney (pur avendo perso la vista dell'occhio destro), ottenne un colloquio ma fu rifiutato sia per la qualità del suo lavoro sia perché a 26 anni era considerato troppo vecchio per iniziare. Quindi nel 1936 fu assunto alla Leon Schlesinger Productions come intercalatore per sei dollari la settimana. Divenne animatore nel 1944 sotto la supervisione di Jones, e animò per lui fino alla breve chiusura dello studio nel 1953. Nel 1966 ricominciò a lavorare come freelance, riunendosi con Jones alla MGM Animation/Visual Arts e lavorando per altri studi tra cui la Hanna-Barbera.
Vaughan morì il 19 maggio 1988 a Burbank per un tumore del fegato, all'età di 79 anni. Fu sepolto al Forest Lawn Memorial Park di Hollywood Hills.

## Filmografia

### Cinema
Tutti i film fino al 1956 sono cortometraggi diretti da Chuck Jones.
- Point Rationing of Foods (1943)
- Coniglio hawaiano (Wackiki Wabbit) (1943)
- Spies (1943)
- Le trappole di Porky (Trap Happy Porky) (1945)
- In the Aleutians (1945)
- It's Murder She Says... (1945)
- Coniglio condizionato (Hare Conditioned) (1945)
- Un cane eroico (Fresh Airedale) (1945)
- No Buddy Atoll (1945)
- Tutta salute (Hare Tonic) (1945)
- The Good Egg (1945)
- Un verme per cena (Quentin Quail) (1946)
- Un menu ingestibile (Hush My Mouse) (1946)
- La lepre che drizza i capelli (Hair-Raising Hare) (1946)
- Il castoro laborioso (The Eager Beaver) (1946)
- Comincia tutto da una mela (Fair and Worm-er) (1946)
- Hubie e Bertie e il gat-leone (Roughly Squeaking) (1946)
- Profumo di puzzola (Scent-imental Over You) (1947)
- Inki at the Circus (1947)
- Il silenzio è d'oro (A Pest in the House) (1947)
- Padrone cercasi (Little Orphan Airedale) (1947)
- Caccia al coniglio (A Feather in His Hare) (1948)
- What's Brewin', Bruin? (1948)
- Un coniglio alle corde ('Rabbit Punch) (1948)
- Diavolo di una lepre (Haredevil Hare) (1948)
- You Were Never Duckier (1948)
- House Hunting Mice (1948)
- Un papero buffone (Daffy Dilly) (1948)
- Tradizioni scozzesi (My Bunny Lies over the Sea) (1948)
- La fifa fa novanta (Scaredy Cat) (1948)
- La conquista di una casa (Mouse Wreckers) (1948)
- Così tanto per così poco (So Much for So Little) (1949)
- L'orfanello (Awful Orphan) (1949)
- Viaggiando sul Mississippi (Mississippi Hare) (1949)
- L'orso sfortunato (The Bee-Deviled Bruin) (1949)
- Direttore d'orchestra (Long-Haired Hare) (1949)
- Cercasi padrone (Often an Orphan) (1949)
- Veloce e furioso (Fast and Furry-ous) (1949)
- Il coniglio e il pinguino (Frigid Hare) (1949)
- Per motivi sentimentali (For Scent-imental Reasons) (1949)
- Che fine ha fatto, povero piccolo? (Bear Feat) (1949)
- Un coniglio nella foresta di Sherwood (Rabbit Hood) (1949)
- La maschera scarlatta (The Scarlet Pumpernickel) (1950)
- Un coniglio senza casa (Homeless Hare) (1950)
- Il gatto ipocondriaco (The Hypo-Chondri-Cat) (1950)
- Il pinguino pattinatore (8 Ball Bunny) (1950)
- Un cane opportunista (Dog Gone South) (1950)
- Concorso a premi (The Ducksters) (1950)
- Passo doppio (Caveman Inki) (1950)
- Il coniglio di Siviglia (Rabbit of Seville) (1950)
- Convivenza difficile (Two's a Crowd) (1950)
- Sfida al campione (Bunny Hugged) (1951)
- Sentimental Romeo (Scent-imental Romeo) (1951)
- Alla ricerca di un padrone (A Hound for Trouble) (1951)
- Il coniglio focoso (Rabbit Fire) (1951)
- Un appetito insaziabile (Chow Hound) (1951)
- Le verdi scarpette d'Irlanda (The Wearing of the Grin) (1951)
- È la fine del mondo (Cheese Chasers) (1951)
- La festa di papà orso (A Bear for Punishment) (1951)
- Daffy sceriffo (Drip-Along Daffy) (1951)
- Operazione coniglio (Operation: Rabbit) (1952)
- Amici per la pelle (Feed the Kitty) (1952)
- Il bel Pepé (Little Beau Pepé) (1952)
- Lo scienziato cattivo (Water, Water Every Hare) (1952)
- Beep, Beep (1952)
- Il coniglio astronauta (The Hasty Hare) (1952)
- Forza, andiamo! (Going! Going! Gosh!) (1952)
- La vendetta del topo (Mouse-Warming) (1952)
- Il coniglio che la sa lunga (Rabbit Seasoning) (1952)
- Un bagnetto al cane (Terrier-Stricken) (1952)
- Un coniglio progressista (Forward March Hare) (1953)
- L'importanza di chiamarsi gatto (Kiss Me Cat) (1953)
- Pennelli, rabbia e fantasia (1953)
- Chi si accontenta gode (Much Ado About Nutting) (1953)
- Pazzo di te (Wild Over You) (1953)
- L'eroe del XXIV secolo e mezzo (Duck Dodgers in the 24½th Century) (1953)
- Nella plaza de coniglios (Bully for Bugs) (1953)
- Provaci ancora... Willy (Zipping Along) (1953)
- Il gigante della montagna (Lumber Jack-Rabbit) (1953)
- Papere e conigli (Duck! Rabbit, Duck!) (1953)
- Un elefante in città (Punch Trunk) (1953)
- Sogni proibiti (From A to Z-Z-Z-Z) (1953)
- La gattsbah (The Cats Bah) (1954)
- Un posticino tranquillo (Claws for Alarm) (1954)
- La polvere magica (Bewitched Bunny) (1954)
- Il vendicatore mascherato (My Little Duckaroo) (1954)
- Rapinatore bambino (Baby Buggy Bunny) (1954)
- Pronti, attenti, via!!! (Ready, Set, Zoom!) (1955)
- Giulieo e Rometta (Past Perfumance) (1955)
- Dune Bug, regia di Arthur Davis – cortometraggio (1969)
- Il casello fantasma (The Phantom Tollbooth), regia di Chuck Jones, Abe Levitow e Dave Monahan (1970)
- The Boa Friend, regia di Gerry Chiniquy – cortometraggio (1973)
- Heavy Traffic, regia di Ralph Bakshi (1973)
- Super Bunny in orbita! (The Bugs Bunny/Road-Runner Movie), regia di Chuck Jones e Phil Monroe (1979)
- Looney, Looney, Looney Bugs Bunny Movie (The Looney, Looney, Looney Bugs Bunny Movie), regia di Friz Freleng (1981)
- Jimmy the Kid, regia di Gary Nelson (1982)